# 计宗型
计宗型（1883年—1934年），字仰先，曾名钟英，浙江嘉兴人。
计宗型曾先后就读于秀水学堂、南浔公学、浙江武备学堂、上海爱国学社等。后赴日本留学，毕业于东京物理学校。期间，加入中国同盟会。回国后，担任嘉兴府学堂数理教员，同时从事革命活动。1912年起，任浙江省立第二中学校长。1921年至1923年间，曾赴欧美考察中等教育。回国后，任嘉兴教育会会长。1924年，任浙江省教育厅厅长，后兼署秘书长。1927年后，又历任国民政府外交部帮办、上海市政府科长、上海同济大学秘书长。1934年，在杭州逝世。